# Apple Pencil
Apple Pencil je řada digitálních bezdrátových stylusových per, navržených americkou společností Apple, pro zařízení iPad. Stylus Apple Pencil je určen pro tvůrčí práci a má citlivost na tlak a detekci úhlu. Uvnitř se nachází procesor založený na architektuře ARM, Cortex-M3.
Pero Apple Pencil první generace bylo oznámeno spolu s prvním iPadem Pro 9. září 2015, přičemž do prodeje bylo uvolněno 30. října 2018. Druhá generace Apple Pencil byla oznámena 30. října 2018 spolu s iPadem Pro třetí generace a do prodeje byla uvedena o 8 dní později, 7. listopadu 2018.

## Specifikace

### První generace
Apple Pencil má tlakovou citlivost a detekci úhlu psaní, přičemž byla navržena s nízkou latenci, aby byla odezva mezi zařízením a perem minimální. Pro gesta a psaní lze pero používat současně s prsty, ale zároveň zařízení ignoruje případný vstup z dlaně uživatele. Apple propagoval tužku pro kreativní práci a produktivitu – během jejího představení bylo pomocí tužky demonstrováno psaní v mobilní verzi Adobe Photoshop a její možnosti anotací dokumentů byly ukázány na několika Microsoft Office aplikacích.
Jeden konec zařízení má magneticky připevněnou, odnímatelnou, krytku, která zakrývá konektor Lightning, který se používá pro nabíjení z Lightning portu na iPadu. Úplné nabití trvá zhruba 12 hodin, ale prvních 15 sekund nabíjení poskytne energii na 30 minut používání.
Apple Pencil používá procesor od STMicroelectronics – STM32L151UCY6 – 32bitový RISC ARM Cortex-M3 MCU, fungující na 32 MHz s 64 kB flash paměti, 3osý akcelerometr Bosch Sensortech BMA280 a radiostanici Cambridge Silicon Radio CSR1012A05 Bluetooth Smart IC pro připojení Bluetooth k iPadu. Je napájen dobíjecí 3,82V, 0,329Wh lithium-iontovou baterií.

### Druhá generace
30. října 2018 Apple oznámil druhou generaci pera vedle třetí generace iPadu Pro. Designem a specifikacemi je podobné prvnímu modelu, ale je bez odnímatelné části s Lightning knektorem a část stylusu je zploštělá, aby se zabránilo rolování. Po stranách stylusu se také nacházejí zóny citlivé na klepnutí, které lze nastavit na různé funkce v různých aplikacích.
Apple Pencil druhé generace se nabíjí pomocí patentovaného magnetického bezdrátového nabíjení na iPadu.
- Apple Pencil 1. generace
- Apple Pencil 2. generace
- Apple Pencil na iPadu